# Astrocytoom
Een astrocytoom is een hersentumor die is ontstaan uit astrocyten, stervormige cellen die als het ware het dragend weefsel van de hersenen vormen. Astrocytomen zijn kwaadaardige tumoren.
Gliomen zijn de meest voorkomende primaire hersentumoren. Het merendeel van de gliomen zijn astrocytomen. Een klein deel van de gliomen bestaat uit oligodendrogliomen en ependymomen.
Astrocytomen kunnen, volgens WHO-gradering worden ingedeeld in:
- WHO-graad I: pilocytair, laaggradig astrocytoom
- WHO-graad II: diffuus astrocytoom
- WHO-graad III: anaplastisch astrocytoom
- WHO-graad IV: glioblastoom (glioblastoma multiforme, GBM)

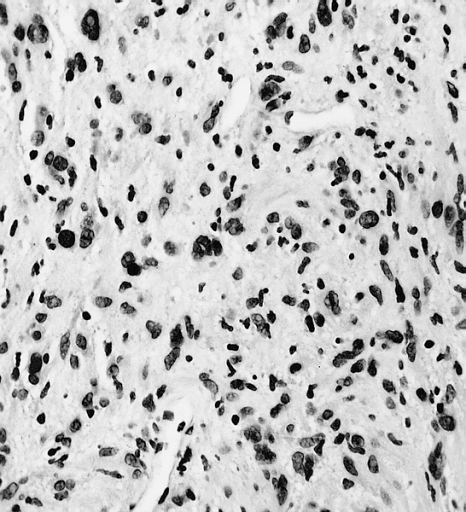
Preparaat van een anaplastisch astrocytoom

## Klachten
Klachten van een hersentumor kunnen worden verdeeld in twee groepen. De eerste zijn de algemene verschijnselen door de ruimte-innemende werking binnen de schedel, zoals misselijkheid, braken en hoofdpijn. De tweede groep verschijnselen worden veroorzaakt door lokale beschadiging van het hersenweefsel, zoals verlammingen en spraakstoornissen. De laatstgenoemde verschijnselen zijn sterk afhankelijk van de plaats van de tumor.

## Behandeling
De meest toegepaste behandelingen bij astrocytomen zijn:
- operatie (chirurgie)
- bestraling (radiotherapie)
- chemotherapie (behandeling met celdelingremmende medicijnen)